# Ticagrelor
Ticagrelor (nomes comerciais: Brilinta, Brilique ou Possia) é um fármaco inibidor da agregação plaquetária produzido pela AstraZeneca. O ticagrelor é um antagonista do receptor P2Y12.
O medicamento foi aprovado para uso na União Europeia pela Comissão Europeia em 3 de dezembro de 2010. A droga foi aprovada pela Food and Drug Administration (FDA) dos Estados Unidos em 20 de julho de 2011.

## Uso médico
O ticagrelor é utilizado na prevenção de acontecimentos trombóticos (por exemplo, acidente vascular cerebral ou ataque cardíaco) em pessoas com síndrome coronária aguda ou enfarte do miocárdio com supradesnivelamento de ST. A droga é combinada com ácido acetilsalicílico, a menos que esta seja contra-indicada. Não há evidência de alta qualidade para o uso do ticagrelor antes da intervenção coronária percutânea (ICP) na síndrome coronariana aguda sem supradesnivelamento do segmento ST.
A indicação da FDA para o ticagrelor é a redução da taxa de morte cardiovascular, infarto do miocárdio (IM) e acidente vascular cerebral em pessoas com síndrome coronariana aguda ou história de infarto do miocárdio.
Diretrizes da American College of Cardiology/American Heart Association afirmam que "é razoável escolher o ticagrelor sobre o clopidogrel para o tratamento de inibição do P2Y12 em pacientes com síndrome coronária aguda (NSTE-ACS) tratados com estratégia invasiva precoce e / ou implante de stent coronariano". O ticagrelor também é receitado a pacientes com implantes de stent diversor de fluxo, para tratamento de aneurismas cerebrais.
O ticagrelor é comparável ao ácido acetilsalicílico em pessoas com acidente vascular cerebral isquêmico agudo ou ataque isquêmico transitório.
Nos Estados Unidos, uma advertência em caixa afirma que o uso de ticagrelor com doses de aspirina superiores a 100 mg / dia diminui a eficácia do medicamento.

## Contra-indicações
As contraindicações para o ticagrelor são: sangramento patológico ativo e história de sangramento intracraniano, bem como redução da função hepática e combinação com drogas que influenciam fortemente a atividade da enzima hepática CYP3A4, porque a droga é metabolizada via CYP3A4 e excretada pelo fígado.

## Efeitos adversos
Os efeitos colaterais mais comuns são falta de ar (dispneia, 14%)  e vários tipos de sangramento, como hematoma, hemorragia nasal, gastrointestinal, subcutâneo ou sangramento dérmico. Pausas ventriculares de 3 segundos ocorrem em 5% das pessoas na primeira semana de tratamento. O ticagrelor deve ser administrado com cautela ou evitado em pacientes com doença sinoauricular avançada. Reações alérgicas na pele, como erupção cutânea e prurido, foram observadas em menos de 1% dos pacientes.

## Interações Medicamentosas
Contraindicado com inibidores potentes de CYP3A4, aumentam os níveis de ticagrelor no plasma sanguíneo : Cetoconazol, Claritromicina, Nefazodona, Ritonavir e Atazanavir.
Não recomendado o uso conjunto de ticagrelor com fenitoína, carbamazepina, fenobarbital.
Precaução com fármacos inibidores  potentes glicoproteína-P  devido elevar os níveis plasmáticos de tais medicamentos e de medicamentos conhecidos por induzir bradicardia (verapamil, quinidina, ciclosporina, digoxina), inibidores seletivos da recaptação da serotonina (paroxetina, sertralina y citalopram) e que alteram a hemostasia.
Eficácia diminuída em pacientes com síndrome coronariano agudo tratados com morfina e outros opioides para o controle da dor. Recomenda-se o uso de aspirina em baixas doses (75–100 mg por dia) com ticagrelor como terapia antiplaquetária dupla. A combinação de ticagrelor com doses de aspirina maiores que 100 mg por dia pode ser menos eficaz.